# Frédéric Jannin
Pour l’article ayant un titre homophone, voir Janin.
Frédéric Jannin, ou Fred Jannin, né le 4 décembre 1956 à Uccle (Bruxelles), est un dessinateur de bande dessinée, humoriste, musicien et homme de télévision belge.

## Biographie
Frédéric Jannin naît le 4 décembre 1956 à Uccle, une commune bruxelloise (Belgique). Parrainé par Franquin et Yvan Delporte, il s'est tout d'abord fait connaître en tant que dessinateur dans Le Journal de Spirou à travers son supplément : Le Trombone illustré, puis dans Le Journal de Spirou lui même, avec les séries Germain et nous..., Les Démêlés d'Arnest Ringard et d'Augraphie ou encore Didi. 
Parallèlement, il dessine la série humoristique Rockman sur un scénario de Jean-Claude De la Royère prépubliée dans More, journal de la scène musicale belge, et publiée en album par Distri BD d'André Leborgne en 1979. Les éditions de ce dernier créent en 1980 l'éphémère magazine de bandes dessinées Aïe ! auquel il contribue.
En 1985, avec Serge Honorez il conçoit Nougat le Rat pour le magazine scientifique jeunesse L'Argonaute. Le nom du personnage est l'anagramme de « L'Argonaute ».
Il publie également deux tomes de Jimmy Laventure avec Jean-Claude De la Royère : Les Dents de la bouche (Dargaud, 1986) et Signé Maroilles (MC Productions, 1988). La série s'arrête prématurément à cause de problèmes d'éditeur.
Il monte plusieurs projets musicaux dont en 1979 le groupe The Bowling Balls, nom de groupe imaginaire qu'il inventa pour sa série Germain et nous... et auquel il finit par donner réellement vie. En 1985, il réitère la création d'un groupe potache avec Zinno, groupe dans lequel il partageait la vedette avec son ami Jean-Pierre Hautier et qui connaîtra un énorme succès pour son single What's your name? inspiré de l'univers des films James Bond.
De 1989 à 1993, il fait partie des Snuls, groupe d'humoristes. Trente ans plus tard, ce groupe est selon la RTBF « toujours cultissime ».
Plus tard, sous le nom de « Jannin et Liberski » avec l'ex-Snul Stefan Liberski, il continue de produire des séries télévisées, dont J'aime autant de t'ouvrir les yeux, Froud et Stouf et Twin fliks, ainsi que des disques et spots publicitaires (notamment pour Devos Lemmens).
Musicien, il est le compositeur du dernier générique connu de l'émission radiophonique Belge Le jeu des dictionnaires, dont il était membre régulier, avant la disparition de celle-ci en 2011. Il apparaît également en tant que participant à diverses émissions de divertissement radiodiffusées et télévisuelles pour la RTBF ; il est collaborateur de Fluide glacial depuis 1978 où il publie notamment Malaise Vagal sur un scénario de Gilles Dal. L'album Tout pour se faire remarquer ! compile ces courts récits humoristiques aux éditions Audie en 2008.
En 1998, il publie des dessins de presse sur des idées de Stefan Liberski dans Le Matin, un quotidien belge né la même année mais qui disparaîtra un an plus tard.
Après s’être consacré à l’édition sous forme d’intégrale de Germain et Nous..., Frédéric Jannin commence une nouvelle série : Que du Bonheur ! aux éditions du Lombard, de 2004 à 2008 (4 albums), dans laquelle il dépeint la vie actuelle de ceux qui étaient adolescents dans les années 1980. Il est assisté au scénario par sa compagne Catheline Langendries pour les troisième et quatrième tomes.
De 2010 à 2017, en tant que restaurateur et coloriste, Jannin remastérise la série des Gaston Lagaffe de Franquin. Comme commissaire d'exposition, il monte avec Isabelle Franquin, l'exposition M'enfin Franquin tenue au Centre Wallonie-Bruxelles à Paris. Il défend cette œuvre à laquelle il est particulièrement attaché.
Avec l'humoriste Gilles Dal, il entame une longue et fructueuse collaboration : Malaise Vagal (Fluide glacial, 2008), 300 millions d'amis (Dupuis, 2009), Problèmes de connexion (Fluide glacial, 2009), Toi+Moi.org (Dupuis, 2010), Comment devenir Belge (Éditions Jungle, 2015), Comment redevenir Belge (Éditions Jungle, 2017), Rompre sans peine (Tchosss, 2018), Belgian brol (Éditions Jungle, 2021) et Avec les compliments du chef (Anspach, 2022).
Le 18 décembre 2015, dans une interview accordée à Myriam Leroy dans Coupé au montage sur la RTBF, Jannin évoque sa rencontre, à l'école primaire, avec le fils de Peyo (Thierry Culliford, avec qui il a collaboré pour Germain et nous…). Il évoque également Zinno et le tube What's Your Name et plus particulièrement son absence d'enthousiasme, malgré le succès, devant les heures d'attente « pour effectuer un playback de trois minutes en Allemagne ou en France ».
Pour les Éditions Lamiroy, Fred Jannin illustre nombre d'opuscules de cette maison d'édition.
Sur le style graphique de Jannin, Nicolas Anspach (éditeur et ex-rédacteur en chef adjoint d'ActuaBD) dit : « Le trait nerveux et spontané de Jannin est reconnaissable entre mille », ce que complète Patrick Gaumer : « Illustrateur efficace et rapide, Jannin conçoit une œuvre pertinente et pleine de malice. ».

### Hommage à Gaston Lagaffe
À l’occasion de la Fête de la BD à Bruxelles, il conçoit le spectacle Tragawdoukoutrrr - Ode au Gaffophone en collaboration avec Thierry Tinlot et Max Vandervorst sur une idée originale de Serge Honorez. Le spectacle est créé à BOZAR le 2 septembre 2017, puis il est présenté au centre culturel Les Riches-Claires en 2018 et 2019. C'est un hilarant hommage au gaffophone, l'instrument mythique à la puissance destructrice inégalée de Gaston Lagaffe dans lequel Tinlot est aussi présent sur scène. Le spectacle est également joué à l'occasion du 60e anniversaire du personnage cher à André Franquin, au profit de la maison maternelle du Brabant wallon à l'Aula Magna à Louvain-la-Neuve en 2018, puis au centre culturel d'Arlon le 17 mars 2019.

## Œuvres

### Publications

#### Albums de bande dessinée
- 3. La Revanche de Rockman, Distri BD, coll. « BéDéBile », Bruxelles, 1979
Scénario : Jean-Claude De la Royère - Dessin : Frédéric Jannin - Couleurs : noir et blanc

- Malaise vagal[32], avec Gilles Dal, Fluide glacial, 2008  (ISBN 9782858158232)
- 300 millions d'amis, avec Gilles Dal, Dupuis, 2009  (ISBN 978-2-8001-4560-0)
- Problèmes de connexion[33], avec Gilles Dal, Fluide glacial, 2009  (ISBN 9782858159437)
- Toi+Moi.org, avec Gilles Dal, Dupuis, 2010  (ISBN 9782800147802)
- Comment devenir Belge avec Gilles Dal, Éditions Jungle, 2015  (ISBN 978-2-8222-1094-2)
- Comment redevenir Belge avec Gilles Dal, Éditions Jungle, 2017  (ISBN 978-2-8222-2036-1)
- Rompre sans peine, avec Gilles Dal, Tchosss, 2018  (ISBN 9782960215106)
- Belgian brol, avec Gilles Dal, Éditions Jungle, 2021  (ISBN 9782822233866)
- Avec les compliments du chef[34], avec Gilles Dal, Anspach, 2022.  (ISBN 9782931105092)

#### Illustrations
- Frédéric Jannin (illustration), Les Bonnes Résolutions, Bruxelles, Lamiroy, coll. « Opuscule Hors-série » (no 1), janvier 2018 (ISBN 978-2-87595-107-6, présentation en ligne).
- Frédéric Jannin (illustration), Mai 68 a 50 ans, Bruxelles, Lamiroy, coll. « Opuscule Hors-série » (no 2), mai 2018 (ISBN 978-2-87595-136-6, présentation en ligne).
- Frédéric Jannin (illustration), Ich ben un Brusseleir, Bruxelles, Lamiroy, coll. « Opuscule Hors-série » (no 4), mai 2018 (ISBN 978-2-87595-181-6, présentation en ligne).
- Frédéric Jannin (illustration), Comique contre Pouvoir, Bruxelles, Lamiroy, coll. « Opuscule Hors-série » (no 5), mai 2019 (ISBN 978-2-87595-209-7, présentation en ligne).
- Frédéric Jannin (illustration), L'An 2000 a 20 ans, Bruxelles, Lamiroy, coll. « Opuscule Hors-série » (no 7), janvier 2020 (ISBN 978-2-87595-254-7, présentation en ligne).
- Frédéric Jannin (illustration), Librairie mon amour, Bruxelles, Lamiroy, coll. « Opuscule Hors-série » (no 8), 1er mai 2020 (ISBN 978-2-87595-318-6, présentation en ligne).
- Frédéric Jannin (illustration), Chat Pitre, Bruxelles, Lamiroy, coll. « Opuscule Hors-série » (no 9), 1er septembre 2020 (ISBN 978-2-87595-366-7, présentation en ligne).
- Frédéric Jannin (illustration), Gainsbourg, Bruxelles, Lamiroy, coll. « Opuscule Hors-série » (no 10), 1er janvier 2021 (ISBN 978-2-87595-415-2, présentation en ligne).
- Frédéric Jannin (illustration), Les 7 péchés capitaux, Bruxelles, Lamiroy, coll. « Opuscule Hors-série » (no 11), 1er mai 2021 (ISBN 978-2-87595-487-9, présentation en ligne).
- Frédéric Jannin (illustration), Alcools, Bruxelles, Lamiroy, coll. « Opuscule Hors-série » (no 16), 1er janvier 2023 (ISBN 978-2-87595-787-0, présentation en ligne).

### Catalogues d'exposition
- (nl + fr) Wilfried Martens et Carlos Alleene (ill. Frédéric Jannin), Belgische kartoens [« Cartoons belges »], Knokke-Heist, Matthys, 1981, 214 p., ill. ; 30 cm (OCLC 1119536192)livre publié grâce à la Loterie Nationale Belge à l'initiative de l'ASBL Humorstad Knokke-Heist à l'occasion du 20e Salon Mondial du cartoon en 1981.

### Expositions

#### Expositions individuelles
- Jannin et nous, trop de tout - De la bande dessinée au multimedia, Commissaire d'exposition : Jean-Claude De la Royère, Centre belge de la bande dessinée, Bruxelles du 22 septembre 2015 au 6 mars 2016.
- Rétrospective Germain et nous[44],[45], Galerie Champaka, Bruxelles du 6 au 29 mars 2025

#### Expositions collectives
- The Traveler[46],[47],[48] avec 50 artistes, sous le commissariat de David Merveille, Galerie Huberty & Breyne, Bruxelles du 17 juin au 27 août 2022.

### Filmographie partielle

#### Acteur
- 1992 : Film belge de Kriss Debusscher, Nicolas Fransolet et Serge Honorez[49] ;
- 1999 : Film 1 de Willem Wallyn[50] ;
- 2004 : Twin Fliks, série télévisée[51] ;
- 2009 : Panique au village de Stéphane Aubier et Vincent Patar[52] ;
- 2013 : La Bûche de Noël de Stéphane Aubier et Vincent Patar[53] ;
- 2021 : La Dernière Tentation des Belges de Jan Bucquoy[54].

### Discographie partielle

#### Albums
- 1996 : Reprise de Allô C'est Moi ?[55]

Jannin et Liberski – Allô C'est Moi ?
(CD, Album)
PIAS 900.0337.20, A0100206478-0101
- 1998 : Reprise de Pierre et le loup

Jannin et Liberski et L'Ensemble Musiques Nouvelles dirigé par Jean-Paul Dessy – Pierre et le loup
(CD, Album)
Cypres CYP6601
- 1998 : Reprise de Allô C'Est Moi? 2

Jannin et Liberski – Allô C'Est Moi? 2
(CD, Album)
[pias], [pias] 275.0005-20, A0100241981-0101, JAAD 005 CD
- 2001 : Reprise de Allô C'Est Moi? - Tome 1 Et Demi

Jannin et Liberski – Allô C'Est Moi? - Tome 1 Et Demi
(CD, Album)
[pias], [pias] 275.0012.020, JAAD 012

#### Singles et EPs
- 1986 : La Chanterie De Laeken – Jimmy Laventure[56], composition Jean-Claude De la Royère et Frédéric Jannin, illustration : Frédéric Jannin, Jump & Shout Dance Music, JS 45268, 45 tours.
- 1994 : Reprise de Leçons De Chic (Chanson Chic)

Fred et Stef – Leçons De Chic (Chanson Chic)
(CD, Single)
Mool Music 052

## Réception

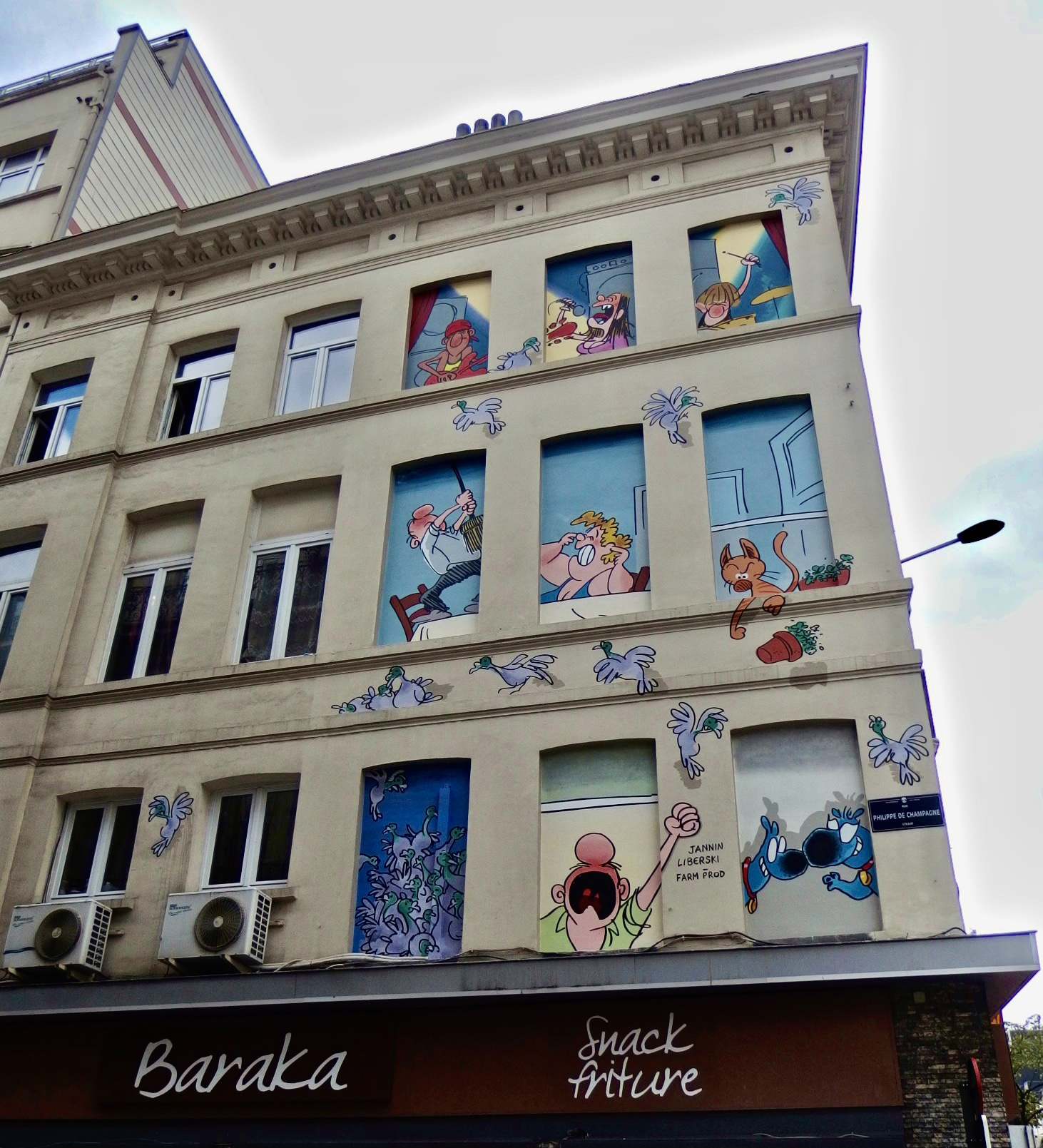
Fresque murale de Frédéric Jannin au coin du boulevard Lemonnier et de la rue Philippe de Champagne à Bruxelles.

### Distinctions
- 2005 :  Chevalier de l'ordre de Léopold, la médaille est remise par la Ministre de la Culture Fadila Laanan en septembre[57],[58].

### Prix et récompenses
- 1978 :  prix Saint-Michel de l'espoir pour Germain et nous (avec Thierry Culliford)[59] ;
- 2007 :  prix Saint-Michel de la presse (avec Yvan Delporte) pour Arnest Ringard et Augraphie[60].

### Postérité
En janvier 2014, une fresque murale Froud et Stouf faisant partie du parcours BD de Bruxelles est inaugurée. Elle est située au 32 Boulevard Maurice Lemonnier, elle couvre une superficie de 63 m2 et sa réalisation est due à Farmprod.

#### Livres
: document utilisé comme source pour la rédaction de cet article.
- Henri Filippini, Dictionnaire de la bande dessinée, Paris, Bordas, 1989, 731 p., ill. ; 27 cm (ISBN 2-04-018455-4, OCLC 1244909550, BNF 35065653, présentation en ligne), p. 221, 635.
- Jean Pirotte (dir.) et Luc Courtois, Du régional à l'universel. : L'imaginaire wallon dans la bande dessinée., Louvain-la-Neuve, Fondation wallonne Pierre-Marie et Jean-François Humblet, 1999, 310 p. (ISBN 978-2-9600072-3-7 et 2960007239, OCLC 1075833932), p. 233 lire sur Google Livres
- Patrick Gaumer, « Jannin, Frédéric », dans Dictionnaire mondial de la BD, Paris, Larousse, 2010, 953 p., ill. ; 27 cm (ISBN 978-2-0358-4331-9 et 2-0358-4331-6, OCLC 920924930, présentation en ligne), p. 444. .
- François Ayrolles, « Germain est né », dans Moments clés du journal de Spirou 1937-1985, Marcinelle, Dupuis, coll. « Patrimoine », 2 mars 2018, 312 p., ill. ; 20,8 cm (ISBN 9782800171142 et 2800171146, OCLC 1034784873, présentation en ligne), p. 269-270.
- Philippe Mellot, Michel Denni, Laurent Turpin et Isabelle Morzadec, Trésors de la bande dessinée : BDM 2022-2023 - Catalogue encyclopédique et Argus, Paris, Les Arènes, novembre 2022, 23e éd., 1677 p., ill. ; 23 cm (ISBN 9791037507280, OCLC 1351462460, présentation en ligne), p. 146, 317, 521, 785, 967, 1021, 1039, 1089, 1354, 1383. .

#### Périodiques
- Frédéric Jannin (interviewé) et Frédéric Bosser, « Jannin, le mouvement perpétuel », dBD, no 16,‎ septembre 2007, p. 56-59.
- Jean-Pierre Fuéri, « La Galerie des illustres », Spirou, Dupuis, no 3655,‎ 30 avril 2008.
- Olivier Van Vaerenbergh, « Fred Jannin: portrait de famille du fils spirituel le plus zinneke des Monty Python. », Focus Vif,‎ 8 octobre 2015 (lire en ligne , consulté le 22 mars 2024).

#### Articles
- Jean-Claude De la Royère, « Jannin et nous, trop de tout : de la bande dessinée au multimédia », Centre belge de la bande dessinée,‎ 22 septembre 2015 (lire en ligne [PDF], consulté le 19 janvier 2023).
- Christian Missia Dio, « Interviews : Frédéric Jannin : "Franquin était un petit peu étonné de voir que je me disperse dans autant d’activités" », ActuaBD,‎ 26 septembre 2015 (lire en ligne, consulté le 17 février 2024).
- Frédéric Jannin (interviewé par Jean-Pierre Vanderlinden), « Ces Belges dont nous sommes fiers ! #4 : rencontre-interview avec Frédéric Jannin, dessinateur de bande dessinée, coloriste, musicien, humoriste et homme de télévision », Branchés Culture,‎ 3 octobre 2023 (lire en ligne, consulté le 7 octobre 2023).
- Frédéric Jannin (interviewé par Régis Duqué), « Interviews : Frédéric Jannin (Germain et nous) : « La recherche d’idées, c’est un petit moteur qu’on enclenche dans la tête » (1/2) », ActuaBD,‎ 28 février 2025 (lire en ligne, consulté le 1er mars 2025).

### Podcasts
- Émission numéro 52 Frederic Jannin - Christian Merveille et Lidia Aviles présentée par Romain sur 48FM via Mixcloud, (1 h 32 min 27 s).